# Waspán
Waspán là một khu tự quản thuộc tỉnh Región Autónoma del Atlántico Norte, Nicaragua. Khu tự quản Waspán có diện tích 9342 ki lô mét vuông. Đến thời điểm năm 2005, huyện Waspán có dân số 47231 người.